# David Díaz Rivero
David Díaz Rivero (Maracay; 6 de septiembre de 1964) es un exjugador de baloncesto venezolano. Siendo uno de los principales anotadores históricos de la liga profesional de Venezuela, es además el segundo en tiros de tres convertidos. En la actualidad se dedica a ser director técnico de equipos profesionales de baloncesto en Venezuela. Se retiro como jugador Profesional en el año 2001 luego de haber jugado 21 temporadas y haber participado en varias ocasiones con la selección absoluta de baloncesto de Venezuela,  forma parte  de los “Héroes de Portland” Nombre con el que se le conoce a los 12 jugadores que participaron en  la Final del Preolímpico de las Américas en el año 1992 (Campeonato FIBA Américas 1992) en contra del Primer Dream Team.

## Comienzos
Se inicia en el deporte a través del béisbol, luego de unos años de la práctica de este decide probar en el baloncesto, deporte del cual se enamora inmediatamente. Mientras hace su vida basquetbolistica juvenil en un equipo llamado “Guarao” es visto por los entrenadores Jorge León Y Mauricio Jhonson los cuales lo reclutan para que forme parte de la selección del estado Aragua, en la cual participa en todas sus categorías

## Carrera profesional
Conoció el Éxito inmediatamente al llegar al baloncesto Profesional, siendo Nombrado novato del año de la desaparecida liga especial de baloncesto en el año 1982, año donde debutó con el equipo aragueño “Taurinos” demostrando su calidad dejando un registro de 18 puntos por partidos con un 59% de cestas de dos puntos y con 22 balones ganados.
En el equipo Taurinos de Aragua dura hasta el 1984. Se traslada hasta Guanare en el año de 1985 para jugar con el equipo Bravos de Portuguesa, equipo donde juega hasta el año 1991 y  haría una dupla criolla de lujo junto al jugador NBA Carl Herrera, llegando al campeonato en el año de 1989 luego de haber vencido en semifinales al equipo Trotamundos de Carabobo el cual contaba para la fecha con figuras de renombre en la liga como Ivan Olivares, Sam Shepphar, All Smith entre otros. Y Ganando la Final al equipo Marinos de Oriente en un electrizante juego 7 decidido por un punto en “la caldera del diablo” Gimnasio Luis Ramos de Puerto la cruz.
Pasa el Año 1992 a Jugar Con el equipo Cocodrilos del Caracas, equipo donde logra su segundo campeonato en el baloncesto profesional de Venezuela, llegando a ser el Jugador Más valioso (MVP) de la final. En el año 1994 es trasferido para jugar con Panteras de Miranda luego en el 1995 pasa a jugar hasta el 1997 en el equipo Gaiteros del Zulia Donde gana su tercer campeonato en la liga Profesional de baloncesto de Venezuela, jugando seguidamente el resto de su carrera entre los equipos, Bravos de Lara, Bravos De Portuguesa y Marinos de Oriente hasta su retiro en el año 2002 luego de 21 temporadas y 835 juegos.

## Selección Nacional
Debuta con la selección nacional de Venezuela en el XXII  campeonato sudamericano de baloncesto celebrado en La Asunción Paraguay el año de 1987 campeonato donde Venezuela quedó en segundo lugar y Por primera Vez en la Historia entraba al podio. Forma parte del primer equipo venezolano que asiste a un Campeonato mundial de baloncesto el cual se llevo a cabo en Argentina en el año de 1990, de igual manera en 1992 participa en el primer equipo venezolano de baloncesto que participa en unos juegos olímpicos los cuales fueron realizados ese año en la ciudad de Barcelona España.
David Díaz participó en la clasificación de los Juegos Olímpicos de Barcelona 92. El equipo venezolano debió ganar su clasificación en el Preolímpico de ese año realizado en la ciudad de Portland  USA, llegando a la final donde enfrenta al equipo de estados unidos conocido como “El Dream Team” donde participaron las más importantes figuras de la NBA para esa época.

### Participación en juegos olímpicos
Barcelona 1992.

### Participación en mundiales de baloncesto
Argentina 1990.

## Su etapa como entrenador
Inicia esta etapa en el año 2002 dirigiendo al conjunto de Bravos de Portuguesa. Luego en el año 2007 dirige en semifinales al equipo Marinos de Anzoátegui. Más adelante dirige a Gaiteros del Zulia en el año 2009, y a  Panteras de Miranda desde el Año 2015 hasta 2017. En el año 2019 dirigió al equipo Llaneros de Guárico en la Novel Copa LPB.

## Premios y logros
- 3 Veces Campeón de la LPB/liga especial (1989, 1992, 1996).
- Novato del Año liga Especial (1982).
- 1  Vez  MVP de la Final LPB. (1992).
- Número (04) retirado en Su Honor por el equipo Bravos de Portuguesa.
- Perteneciente a los “Héroes de Portland.”
- 4to Histórico en Puntos LPB (12839)
- 2do Histórico en Triples  LPB( 1550)
- 6to Histórico en Balones ganados (1785).
- 7mo Histórico en Asistencias  LPB (2419).
- 2 Veces triple Doble en la LPB/Liga especial.(Primero 24Pts. 11 Rbts, 12 As. Segundo 20Pts, 13Rbts, 19As).